# Supertree (Phylogénie)
Un supertree est un arbre phylogénétique unique assemblé à partir d'une combinaison d'arbres phylogénétiques plus petits, qui peuvent avoir été assemblés en utilisant différents ensembles de données (par exemple morphologiques et moléculaires) ou une sélection différente de taxons. Les algorithmes Supertree peuvent mettre en évidence les domaines dans lesquels des données supplémentaires résoudraient le plus utilement les ambiguïtés. Les branches d'entrées d'un arbre supérieur doivent se comporter comme des échantillons de l'arbre plus grand.

## Méthodes de construction
La construction d'un supertree grandit exponentiellement avec le nombre de taxons inclus. Par conséquent, pour un arbre de toute taille raisonnable, il n'est pas possible d'examiner tous les supertree possibles et d'évaluer son succès à combiner les informations d'entrées. Les méthodes heuristiques sont donc essentielles, bien que ces méthodes puissent être peu fiables, le résultat extrait est souvent biaisé ou affecté par des caractéristiques non pertinentes des données d'entrées.
La méthode la plus connue pour la construction de supertree est la représentation matricielle avec parcimonie (MRP pour Matrix Representation with Parsimony) dans laquelle les arbres qui sont source d'entrée sont représentés par des matrices avec 0s, 1s et ?s (c'est-à-dire que chaque bord de chaque arbre source définit une bipartition du jeu de feuilles en deux parties disjointes et les feuilles d'un côté obtiennent 0, les feuilles de l'autre côté obtiennent 1, et les feuilles manquantes obtiennent ?). Les matrices sont concaténées puis analysées à l'aide d'heuristiques pour une parcimonie maximale. Une autre approche pour la construction de supertree inclut une version à maximum de vraisemblance du MRP appelée "MRL" (représentation matricielle avec vraisemblance et matrix representation with likelihood en anglais), qui analyse la même matrice MRP mais utilise l'heuristique pour un maximum de vraisemblance au lieu d'une parcimonie maximale pour construire le supertree.
La distance Robinson-Foulds est la plus populaire car il y a de nombreuses façons de mesurer la similitude d'un arbre secondaire avec les arbres d'entrée. Il s'agit d'une métrique pour le nombre de clades des arbres d'entrée qui sont conservés dans le supertree. Les méthodes d'optimisation de Robinson-Foulds recherchent un surpertree qui minimise les différences totales (additionnées) de Robinson-Foulds entre le surpertree (binaire) et chaque arbre d'entrée.
Une innovation récente a été la construction de supertrees avec un maximum de vraisemblance et l'utilisation de scores de probabilités «en entrée» pour effectuer des tests de deux supertrees.
Les méthodes supplémentaires incluent la Min Cut Supertree approach, la Most Similar Supertree Analysis (MSSA), la Distance Fit (DFIT) et la Quartet Fit (QFIT), implémentées dans le logiciel CLANN,.

## Application
Des supertrees ont été construits pour produire des phylogénie de nombreux groupes, notamment les angiospermes, eucaryotes et les mammifères. Ils ont également été appliqués à des problèmes à plus grande échelle tels que les origines de la diversité, la vulnérabilité à l'extinction et les modèles évolutifs de structure écologique.